# Un'estate italiana
Un'estate italiana, också känd som Notti magiche, skrevs av Giorgio Moroder och var den officiella låten för Världsmästerskapet i fotboll 1990 i Italien. Den framfördes av Gianna Nannini och Edoardo Bennato. Den blev en framgångsrik hitlåt i Europa.

## Bakgrund och släpp
Originaltiteln var "To Be Number One", vars text skrevs av Tom Whitlock under Giorgio Moroder-projektet. Denna version användes också som symbol för öppenheten hos TV-programmen om turneringen som sändes av RAI.
För det italienska släppet tog Moroder kontakt med Gianna Nannini och Edoardo Bennato, som skrev om texten, och låten klättrade högst upp i topp på listorna i Italien och Schweiz. Mellan januari och september 1990 var den även den bäst säljande singeln i Italien. Låten presenterades för första gången av sångarna och låtskrivarna i Milano i december 1989, och framfördes live under invigningsaftonen, den 8 juni 1990, i Milano under matchen Argentina-Kamerun.
Låten var en av de första att också innehålla en instrumentalversion på singel (kallad karaokeversion) och släppas på maxisingel.

## Låtlista
7" single
1. "Un'estate italiana" – 4:07
2. "Un'estate italiana" (karaokeversion) – 4:07

12" maxi
1. "Un'estate italiana" (stadionversion) – 4:50
2. "Un'estate italiana" (7"-version) – 4:07
3. "Un'estate italiana" (karaokeversion) – 4:07

CD maxi
1. "Un'estate italiana" (stadionversion) – 4:50
2. "Un'estate italiana" (singelversion) – 4:07
3. "Un'estate italiana" (karaokeversion) – 4:07

## Certifikat
| Land     | Certifikat | Datum             | Certifierade försäljningar |
| -------- | ---------- | ----------------- | -------------------------- |
| Tyskland | Guld       | 1990              | 150 000                    |
| Sverige  | Guld       | 18 september 1990 | 10 000                     |

## Listplaceringar
| Lista (1990)              | Topplacering |
| ------------------------- | ------------ |
| Österrikiska singellistan | 11           |
| Franska SNEP-singellistan | 23           |
| Tyska singellistan        | 2            |
| Italienska singellistan   | 1            |
| Norska singellistan       | 4            |
| Svenska singellistan      | 7            |
| Schweiziska singellistan  | 1            |

| Årsskifteslistor (1990)   | Topplacering |
| ------------------------- | ------------ |
| Österrikiska singellistan | 28           |
| Schweiziska singellistan  | 1            |